# Tjitske Reidinga
Tjitske Jacoba Reidinga (Leeuwarden, 20 februari 1972) is een Nederlands actrice die onder meer bekend is van rollen in het televisieprogramma Het Klokhuis. In 2002 won ze de Colombina voor de beste vrouwelijke bijrol in het toneelstuk Wie is er bang voor Virginia Woolf? voor haar rol van het kindvrouwtje Honi. In het theaterseizoen 2006-2007 en 2007-2008 speelde zij Toos in De familie Avenier (Het Toneel Speelt). Haar rol als Claire van Kampen in de televisieserie Gooische Vrouwen betekende haar doorbraak bij het grote publiek in 2005.

## Biografie
Reidinga werd geboren in een gezin van een voormalig artdirector en een bestuurster bij een hulporganisatie en heeft een broer. Vanwege werk van haar vader vertrok het gezin in 1975 naar Malawi. In 1980 keerde het gezin terug naar Nederland en vestigde zich in Bussum. Reidinga studeerde in 1997 af aan de Amsterdamse Toneelschool & Kleinkunstacademie, waarna ze ging optreden in het theater. In het programma Het Klokhuis speelt ze onder meer als Prinsesje Petronella en dochter konijn. In 2002 speelde ze mee in de verfilming van Ja zuster, nee zuster als Jet. In 2005 werd Reidinga bij het grote publiek bekend door haar rol als de koele Claire van Kampen in de televisieserie Gooische Vrouwen.
Daarnaast is ze actief bij theaterproducties van diverse organisaties als Suburbia, de Toneelschuur, Het RO Theater en het Onafhankelijk Toneel. Reidinga kreeg de Johan Kaartprijs voor het seizoen 2008/2009. Op 16 mei 2011 ontving ze de Mary Dresselhuys Prijs: "Met haar weldoordachte rolopbouw, trefzekere timing, haar geheel eigen, droge humor en de haar typerende, wat slepende stem weet Tjitske van elke rol een klein monumentje te maken," luidde het juryoordeel. "Altijd slaagt zij erin diepere lagen van haar personage te verbinden met een lichte toets." In opdracht van het DeLaMar Theater verzorgt ze sinds 2012 voor een periode van zes jaar een zomertheatervoorstelling in samenwerking met regisseur Antoine Uitdehaag.
Vanaf 2019 was Reidinga een reguliere gast in het tv-programma Ladies Night op NET5. Ook werd bekend dat zij samen met haar vriendin Linda de Mol werkt aan een nieuwe serie voor de zender.
Daarnaast vlogde zij in 2020 voor het platform LINDA. In de vlogs laat ze zien hoe zij en haar gezin omgaan met de maatregelen rondom het coronavirus.
Vanaf april 2023 heeft Tjitske Reidinga een eigen podcast getiteld Tjits Chat waarin ze haar dagelijks leven becommentarieert.
In 2024 nam Reidinga deel aan de dirigeerwedstrijd Maestro. Ze bereikte de halve finale.

## Privé
Reidinga was zes jaar getrouwd met acteur Vincent Croiset. Samen hebben zij drie zonen. In maart 2014 werd bekend dat zij een relatie was begonnen met collega Peter Blok. Zij leerden elkaar kennen tijdens de filmopnames van De verbouwing. In 2021 zijn ze getrouwd.

## Filmografie

### Film
- De zeemeerman (1996) als Emily
- Ja zuster, nee zuster (2002) als Jet
- Kees de jongen (2003) als Juffrouw Dubois
- De Passievrucht (2003) als Anke Neerinckx
- Ellis in Glamourland (2004) als Roosje
- 'n Beetje Verliefd (2006) als Aafke
- Taartman (2009) als Bregtje
- Gooische Vrouwen (2011) als Claire van Kampen
- De verbouwing (2012) als Tessa
- Alles is familie (2012) als Linda
- Pim & Pom: Het Grote Avontuur (2014) als Pom (stem)
- Gooische Vrouwen 2 (2014) als Claire van Kampen
- Sneeuwwitje en de zeven kleine mensen (2015) als vriendin van Alexia
- De zevende hemel (2016) als Silke
- Doris (2018) als Doris Dorenbos
- Het irritante eiland (2019) als Lidia
- April, May en June (2019) als June
- The Willoughbys (2020) als moeder  (stem)

### Televisieserie
- Plaatjes Kijken (1985) in Dank u Sinterklaasje!
- Baantjer: De Cock en de XTC-moord (1998) als Puck Geldermans
- Goede daden bij daglicht: Zwerfvuil (1998) als Sylvia
- Televisie (2000) als backstage assistente
- De vloer op (2002-2003) als diverse onderdelen
- De Band (2003) als Belinda
- FIT (2004) als Major
- Ibbeltje (2004) als Mientje
- Gooische Vrouwen (2005-2009, 2024-heden) als Claire van Kampen
- Keyzer & De Boer Advocaten (2005) als Linda van Drunen (Waar rook is, is vuur)
- Verborgen Gebreken (2011) als Annabet Schuit
- Hart tegen Hard (2011) als Rebecca Franssen
- Volgens Robert (2013) als psychiater Lea
- Doris (2013) als Doris Dorenbos
- Nieuw zeer (2020) verschillende rollen
- De K van Karlijn (2021) als Karlijn

## Theater
- De ziekte die jeugd heet (1997; RO Theater)
- Sterrenstof (1998; Spuitheater)
- Trainspotting (1998; ZAP Producties)
- Een stukje time out (1999; Fact)
- Het vissenkind (1999; Het Paleis)
- Midzomernachtsdroom (1999; RO Theater)
- Ja zuster, nee zuster (1999-2000; RO Theater) als Jet
- Hollandse Revue (2000; Toneelschuur)
- De Trojaanse (2001; Onafhankelijk Toneel)
- Who's Afraid of Virginia Woolf? (2001-2002, Hummelinck Stuurman Theaterbureau) als Honey
- Hedda Gabler (2002-2003; Trust) als Hedda Gabler
- Da Vinci en de drol (2003; Toneelschuur Haarlem)
- Treinen kunnen keren (2003-2004;  Hummelinck Stuurman Theaterbureau)
- Amadeus (2005; 't Bos Theaterproducties)
- Uit liefde (2005; Hummelinck Stuurman)
- De Geschiedenis van de Familie Avenier (2007-2008; Het Toneel Speelt) als Toos
- De ingebeelde zieke (2009; De Utrechtse Spelen) als Bélin
- De god van de slachting (2009; Suburbia) als Annette Reille
- Truckstop (2010; Het Toneel Speelt) als Moeder
- Alice in Wonderland (2010; Orkater i.s.m. Holland Symfonia) als Alice
- Augustus: Oklahoma (2011; De Utrechtse Spelen) als Ivy Weston
- Het geheugen van water (2012; DeLaMar Theater) als Marie
- Een ideale vrouw (2013; DeLaMar Theater) als Constance Middleton
- De tijd voorbij (2013; DeLaMar Theater) als Betty
- Bedscènes (2014; DeLaMar Theater) als Johanna
- Terug naar toen (2015; DeLaMar Theater) als Rosalie van Rooij
- Sophie, een leven in 12 scènes (2015/2018; DeLaMar Theater) als Sophie
- In de ban van Broadway (2016; DeLaMar Theater) als Grace
- Palm Springs (2016; DeLaMar Theater) als Brooke Wyeth
- Geen paniek! (2017; DeLaMar Theater) als Kitty van Veen
- Single Camping (2019; Nederlandse Theatertour) als Franscesca
- Dangerous Liaisons (2020; Nederlandse Theatertour) als La Marquise de Merteuil
- Portret (2024-2025; Nederlandse theatertour) als "zichzelf"